# Gissur Thorvaldsson
Gissur Thorvaldsson (isländska: Gissur Þorvaldsson), också omnämnd som Gissur jarl, född 1208, död 12 januari 1268, var en isländsk storman och jarl som lät dräpa sin svärfar Snorre Sturlasson år 1241.
Gissur Thorvaldsson var son till Thorvald Gissursson av Mosfellingsläktens  Haukdöagren. Gissur Thorvaldsson gifte sig med en dotter till Snorre Sturlasson och vistades i sin ungdom vid Håkon Håkonssons hov i Norge. Efter sin fars död ansågs Gissur Thorvaldsson som den främste hövdingen på Sydlandet i Island. Han låg i fejd med Sturlungarnas familj, först med svärfaderns brorson Sturla Thordsson, därefter med Snorre Sturlasson själv. Gissur Thorvaldsson vållade bägges död. I de inre striderna på Island sökte han stöd hos kung Håkon, varigenom han blev ett redskap för denne att underlägga sig Island. 1258 blev Gissur Thorvaldsson kung Håkons jarl, och 1262 framlade han förslag om förlikning mellan kungen och Island, vilket ledde till öns underkastelse. Kort före sin död var Gissur Thorvaldsson besluten att gå i kloster. 